# Gymnastik under sommer-OL 1896
Under sommer-OL 1896 blev der afholdt otte konkurrencer i gymnastik. Alle konkurrencer var for mænd og blev afholdt på Panathinaiko Stadion i Athen. Konkurrencerne blev afholdt 9. til 11. april. 71 gymnaster fra otte lande (heraf 52 fra Grækenland) deltog i konkurrencerne. Der blev konkurreret i otte øvelser, seks individuelle og to holdkonkurrencer. De individuelle konkurrencer var i barre, reck, bensving, spring over hest, ringe og tovklatring. Holdkonkurrencerne var i barre og reck. Carl Schuhmann og Hermann Weingärtner fra Tyskland vandt tre olympiske titler hver, én individuelt og to i hold.

## Medaljer
| Turn under Sommer-OL 1896 – Athen | Turn under Sommer-OL 1896 – Athen | Turn under Sommer-OL 1896 – Athen | Turn under Sommer-OL 1896 – Athen | Turn under Sommer-OL 1896 – Athen | Turn under Sommer-OL 1896 – Athen |
| --------------------------------- | --------------------------------- | --------------------------------- | --------------------------------- | --------------------------------- | --------------------------------- |
| Nr.                               | Land                              | Guld                              | Sølv                              | Bronze                            | Totalt                            |
| 1.                                | Tyskland                          | 5                                 | 3                                 | 2                                 | 10                                |
| 2.                                | Grækenland                        | 2                                 | 2                                 | 2                                 | 6                                 |
| 3.                                | Schweiz                           | 1                                 | 2                                 | 0                                 | 3                                 |
| Totalt                            | Totalt                            | 8                                 | 7                                 | 4                                 | 19                                |

Udøvere er blevet godskrevet medaljer i eftertid af Den Internationale Olympiske Komité. Under de første olympiske lege var det kun vinderen som fik en medalje og han fik sølvmedalje.

## Horisontal barre
Konkurrencen i horisontal barre blev afholdt den 9. april. 16 gymmnaster fra 4 lande deltog. Vinderen blev Hermann Weingärtner fra Tyskland. Hans landsmand Alfred Flatow vandt sølvmedaljen. De øverste 5 placeringer gik til tyske gymnaster.
| Placering | Gymnast             |
| --------- | ------------------- |
| 1         | Hermann Weingärtner |
| 2         | Alfred Flatow       |

## Bensving
Konkurrencen i bensving blev afholdt den 9. april. 15 gymnaster fra 4 lande deltog. Louis Zutter vandt konkurrencen og dermed Schweiz' første guldmedalje nogensinde. Andenpladsen gik til Hermann Weingärtner. De øvrige gymnaster fik ingen placeringer.
| Placering | Gymnast             |
| --------- | ------------------- |
| 1         | Louis Zutter        |
| 2         | Hermann Weingärtner |

## Ringkonkurrencen
Ringkonkurrencen blev afholdt den 9. april. 8 gymnaster fra 3 lande deltog. Grækenland tog guld- og bronzemedaljerne, mens tyskeren Hermann Weingärtner fik sølvmedaljen. Man kender kun 1.-, 2.-, 3.- og 5.-pladsen.
| Placering | Gymnast             |
| --------- | ------------------- |
| 1         | Ioannis Mitropoulos |
| 2         | Hermann Weingärtner |
| 3         | Petros Persakis     |
| 5         | Carl Schuhmann      |

## Spring over hest
Konkurrencen i spring over hest blev afholdt den 9. april. 15 gymnaster fra 4 nationer deltog. Tyskland tog 1.- og 3.-pladsen, mens schweizeren Louis Zutter tog 2.-pladsen. De øvrige gymnasters placeringer kendes ikke.
| Placering | Gymnast             |
| --------- | ------------------- |
| 1         | Carl Schuhmann      |
| 2         | Louis Zutter        |
| 3         | Hermann Weingärtner |

## Parallelle barrer
Konkurrencen på de parallelle barrer blev afholdt den 10. april. 18 gymnaster fra 5 lande deltog. Vinderen blev Alfred Flatow, mens Louis Zutter endte på andenpladsen. De øvrige gymnaster fik ingen placeringer.
| Placering | Gymnast       |
| --------- | ------------- |
| 1         | Alfred Flatow |
| 2         | Louis Zutter  |

## Rebklatring
Konkurrencen i rebklatring blev afholdt 10. april. Fem gymnaster fra 4 nationer deltog. Rebet var 14 meter langt, og det gjaldt om hurtigst at komme op til toppen. Kun to deltagere nåede toppen, nemlig de to græske deltagere: Nikolaos Andriakopoulos og Thomas Xenakis. Man ved, at Andriakopoulos havde den hurtigste tid på 23,4 sekunder. Fritz Hoffmann fra Tyskland fik bronzemedaljen som den, der nåede højest op ad rebet uden at nå toppen. Hvor langt de sidste to deltagere nåede, vides ikke.
| Placering | Gymnast                 |
| --------- | ----------------------- |
| 1         | Nikolaos Andriakopoulos |
| 2         | Thomas Xenakis          |
| 3         | Fritz Hoffmann          |
| 4         | Viggo Jensen            |
| 5         | Launceston Elliot       |

## Holdkonkurrencerne
Der blev afholdt to holdkonkurrencer. På de parallelle barrer deltog kun ét hold, nemlig Tyskland, der fik guldmedaljen. På den horisontale barre deltog ét hold fra Tyskland og to hold fra Grækenland. Vinder blev holdet fra Tyskland, der bestod af holdkaptajn Fritz Hoffmann samt Gustav Schuft, Carl Schuhmann, Hermann Weingärtner, Alfred Flatow og Richard Röstel, mens Panellinios Gymnastikos Syllogos (kaptajn: Sotirios Athanasopoulos) fra Grækenland fik 2.-pladsen og Ethnikos Gymnastikos Syllogos (kaptajn: Ioannis Chrysafis) fik 3.-pladsen.